# Dipodium stenocheilum
Dipodium stenocheilum är en orkidéart som beskrevs av Otto Karl Anton Schwarz. Dipodium stenocheilum ingår i släktet Dipodium och familjen orkidéer. Inga underarter finns listade i Catalogue of Life.